# Incilius intermedius
Incilius intermedius är en groddjursart som först beskrevs av Günther 1858. Den ingår i släktet Incilius och familjen paddor. IUCN kategoriserar arten (under Incilius occidentalis) globalt som livskraftig ("LC"). Inga underarter finns listade i Catalogue of Life.

## Taxonomi
Många auktoriteter betraktar sedan tidigast 2016 arten som en synonym till Incilius occidentalis.